# Helston
Helston är en stad och civil parish i grevskapet Cornwall i sydvästra England. Staden ligger i distriktet Cornwall, cirka 24 kilometer sydväst om Truro och cirka 19 kilometer öster om Penzance. Tätortsdelen (built-up area sub division) Helston hade 11 311 invånare vid folkräkningen år 2011.